# 市立吹田サッカースタジアム

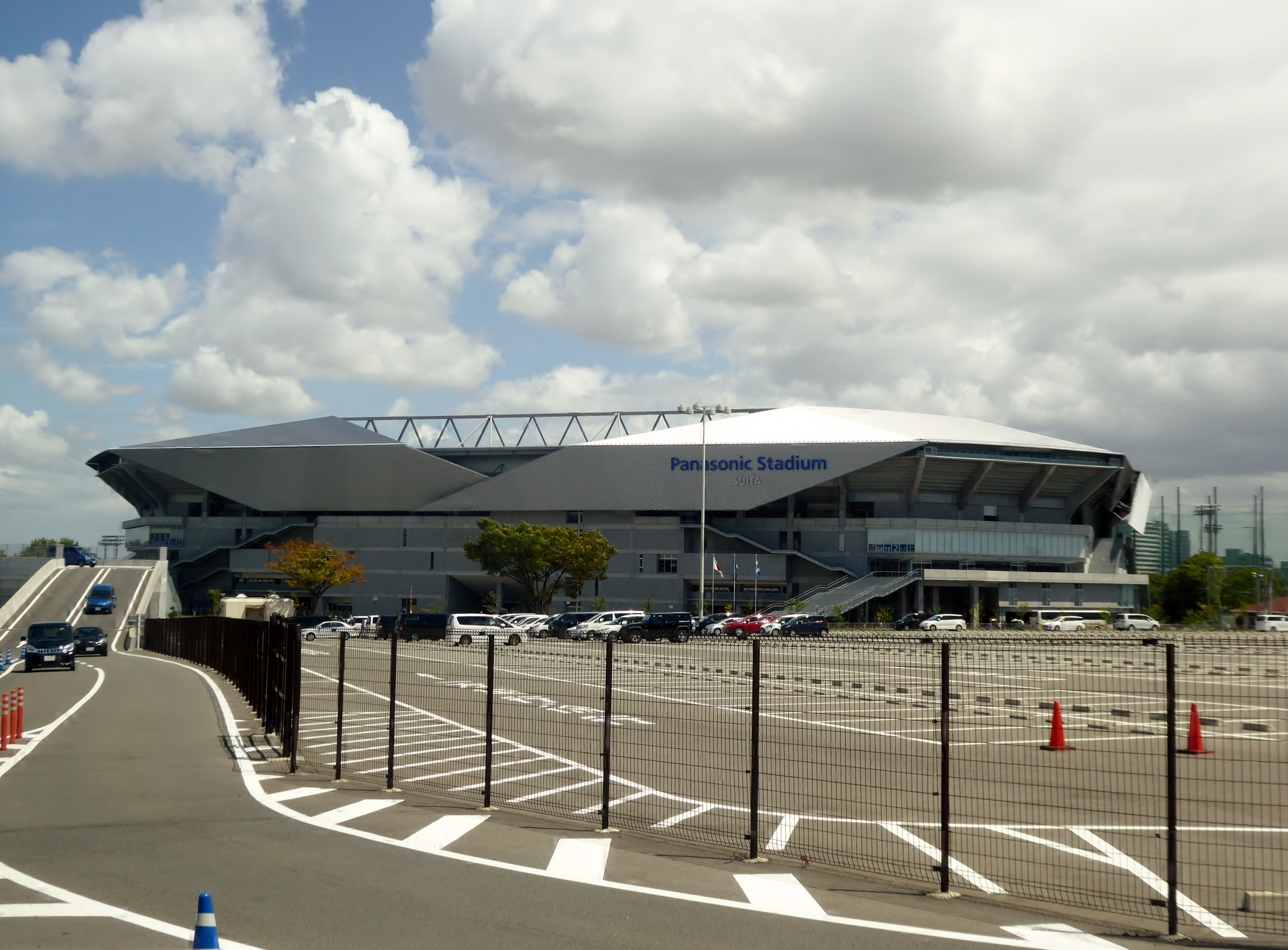
スタジアム外観

市立吹田サッカースタジアム（しりつすいたサッカースタジアム、英: Suita City Football Stadium）は、大阪府吹田市の万博記念公園内にあるサッカー専用スタジアム。日本プロサッカーリーグ（Jリーグ）に加盟するガンバ大阪（G大阪）がホームスタジアムとして使用することを前提に、G大阪が主体となった任意団体（スタジアム建設募金団体）が建設した。完成後に吹田市が寄付を受けて施設を所有し、G大阪の運営会社である株式会社ガンバ大阪が指定管理者として運営管理を行っている。指定管理の契約期間は2063年3月までの約48年間で、スポーツ施設としては異例の長期契約となっている。
公共施設を民間資金（寄付金等）で建設し、完成後も指定管理に委ねることで、行政が一切経費を支出せず公共施設を保有するという官民パートナーシップ（官民連携、PPP）の先駆的事例としても注目を集めた。
門真市に本社を置くパナソニックホールディングスが命名権を取得し、2018年1月1日から「Panasonic Stadium Suita」（パナソニックスタジアム吹田）の呼称を用いている（詳細は後述）。Jリーグでの略称は「パナスタ」（開場から2018年シーズンまでは「吹田S」）。一部の報道機関では「吹田スタジアム」の呼称も使われていた。

## 建設の経緯
Jリーグ開幕からG大阪のホームスタジアムであった万博記念競技場はJリーグクラブライセンス制度のスタジアム基準を一部満たさず（屋根の不足など）、老朽化も進んでいる上、収容人数などが国際サッカー連盟（FIFA）の国際規格を満たさないことから、2008年にG大阪が出場したスルガ銀行チャンピオンシップ2008は、日本サッカー協会がセレッソ大阪（C大阪）に協力を要請する形で、C大阪のホームスタジアムである大阪長居スタジアムで行われたという経緯があった。このことを踏まえ、G大阪は2008年7月18日に「地域行政に頼る形ではなく、ガンバ大阪が建設への更なる前進を進めるべく調整・検討をしております」とのニュースリリースを発表し、G大阪主導による新スタジアム計画の推進を公表。当時のホームタウン4市（吹田市・茨木市・高槻市・豊中市）内で建設を目指すことを明らかにした。
翌2009年7月11日、G大阪は新スタジアム建設について以下の方針をとることを明らかにした。
- 建設場所は万博記念公園内を前提に日本万国博覧会記念機構（万博記念機構）、吹田市、大阪府と調整する。
- 収容人数は32,000人、FIFAのスタジアム基準を満たすため全面屋根付きとし、エコロジーに配慮して屋根にソーラーパネルを設置し、太陽光発電により電力供給の一部を担う。
- 建設資金推定金額は150億円を想定し、このうち約20億円を各種助成金、残り130億円を一般および企業等からの寄付金で充当する。

この計画を受け、吹田市は当スタジアムを使用することを前提に2018/2022年FIFAワールドカップ招致における国内立候補地に名乗りを挙げた。
事業主体については、G大阪が中心となって任意団体「スタジアム建設募金団体」を設立し（後述）、建設資金の寄付の受け皿となると共に同団体が建設工事を発注することになった。
しかしその後、吹田市は調整の中でスタジアムの寄付採納にあたって以下の4条件をG大阪及びスタジアム建設募金団体に提示した。
1. 吹田市は「座席数32,000席以上、かつ2面以上の屋根つき」「40,000席への増築可能な設計」であることを条件に完成した施設の寄付を、物納でのみ受ける（金銭での寄付は受けない）。
2. 吹田市は、スタジアム建設用地に係る固定資産税相当額以上の負担はしない（万博記念機構からの用地賃借料等に対する補助は行わない）。
3. 吹田市は（将来的に生じる）大規模修繕費を一切負担しない。
4. 吹田市はFIFAワールドカップ招致に伴う座席数40,000席への増改築費を一切負担しない。

このうち、特に1番目の条件については、法人税法第37条の解釈の関係から、寄付のすべてを（仮にスタジアム建設に剰余金が生じた場合でもその剰余金を含めて）吹田市に寄贈する前提でなければ税金の減免対象となる「国等に対する寄附金」に相当しなくなること、建設を確実にするためにスペックを落として建設に着手しても「座席数32,000席以上、かつ2面以上の屋根つき」の条件を満たさない限り吹田市に寄付採納を拒否されることから、当初目指していた2010年3月吹田市議会への「スタジアム採納」に関する議案の上程を見送り吹田市との協議を中断、寄付手続き開始も採納予定地方公共団体である吹田市議会による承認が得られないことから先送りするとともに、吹田市もFIFAワールドカップ招致の立候補を取り下げた。建設予定地については、万博記念公園の他、京都大学大学院農学研究科附属農場（高槻市、当時）も視野に入れながら再検討を行うこととなった。
スタジアムの設計・施工については指名形プロポーザル方式による「設計・施工一括発注方式」を採用し「30,000人以上収容のサッカースタジアムおよび陸上競技場の建設実績の有無」「経営事項審査評点 1,800点以上」の条件を満たす大林組・鹿島建設・清水建設・大成建設・竹中工務店の5社にプロポーザルへの参加を依頼、大林組・鹿島建設・竹中工務店の3社が応諾しプロポーザルを実施、2010年8月6日に設計施工者が竹中工務店に選定されたことが明らかにされた。
2011年5月に吹田市が新スタジアムに対する受け入れ姿勢を示したことで、2010年3月以降中断していた吹田市との協議を再開。2011年10月24日に新スタジアムを万博記念公園内の南第1駐車場横のスポーツ広場に建設する方針が固まり、吹田市にスタジアム建設決定の報告書を提出。12月26日、吹田市議会で万博公園内でスタジアムを建設するための関連議案が承認された。
その後、2013年2月にスタジアム建設募金団体が実施した地盤調査の結果、建設予定地の地下に旧日本海軍山田地下弾薬庫跡とみられる大きな空洞が見つかったことで建設開始がずれ込むも、吹田市の環境影響評価条例に基づく環境アセスメント評価の手続きを経て、2013年12月15日にスタジアムの起工式が行われた。建設中の仮称は「吹田市立スタジアム」（すいたしりつスタジアム）であった。2015年7月、吹田市はスタジアムの指定管理者として運営・管理を委任する契約を株式会社ガンバ大阪と締結した。2015年8月、正式名称が「市立吹田サッカースタジアム」と決定した。
2015年9月30日に竣工し、スタジアム建設募金団体から吹田市にスタジアムが寄贈された。10月9日にスタジアムの夜間照明としてパナソニック製のLED投光器が納入され、10月10日にスタジアムの竣工イベントが行われた。

## 施設概要
- 建築面積：24,712m2[32]
- 延床面積：66,355m2[32]
- 敷地面積：90,065m2[32]
- 建物高さ：40.33m（地上6階）[32]
- 構造：RC造（在来工法+PC）、S造[32]

観客席最前列からタッチラインまでの距離は日本の国際Aマッチ開催が可能なスタジアムでは最短の約7m（埼玉スタジアムは約14m、カシマスタジアムは約15m）となっている。全席が屋根で覆われている。屋根の南側はガラス素材により太陽光が芝生に届くようになっており、スタンドの下部には通風口が設けられ風通しをよくするなど芝生の育成に配慮した作りになっている。
観客席は下層フロア・VIPフロア・上層フロアの3層構造となっており、VIPフロアの座席はホームゴール裏（メインスタンドから見て左手）を除いて他のフロアの席より幅の広いものが用いられる。当初の建設ではホームゴール裏を含めたすべての2層目部分がVIPエリアとなる予定だったが、サポーターとの意見交換会で「ホームのゴール裏で（下層フロアと上層フロアがVIPフロアで分断されることなく）一体になって応援したい」という要望によりホームゴール裏のみVIPエリアを外された。G大阪のシートマップでは席種が16種類に細分化されている。
スタジアム内には万博記念公園内の練習場から移転したクラブハウスおよび、G大阪のオフィシャルショップ「Blu SPAZIO」（ブルスパジオ）と、スタジアム開場前にオープンしたG大阪の歴史を展示したミュージアム「Blu STORIA」（ブルストリア）が常設されている。また吹田市からの要望により、スタジアム内に災害用備蓄倉庫を設置しており、災害時にはスタジアムを避難所として使用できる機能を有している。
建築物としての特徴として、工期の短縮と圧迫感の軽減・意匠性の向上のために、圧縮強度200N/㎜2の超高性能コンクリートを用いたスリムタイプのプレキャストコンクリート（PC）柱をはじめとするプレキャストセグメントを多用、さらには屋根には世界初となる超軽量・免震屋根架構（3Dトラス構造）を採用していることが挙げられる。PCの大量導入により現場作業員（鉄筋工・型枠工など）の人件費を大幅に抑え、デザイン面でも曲線を極力排し直線を多用することでコンパクトになりコストダウンにつなげている。加えて、屋根部分にソーラーパネルを敷設、夜間照明にはLED照明を採用することで、CASBEE（建築環境総合性能評価システム）Sランクの「エコ・コンパクトスタジアム」を目指して設計された。道路を挟んで隣接する大規模商業施設「EXPOCITY」とは関西電力の受電施設を介して繋がっており、大規模災害時には「EXPOCITY」にて発電された電力が受電施設を通じて供給されるなど、複数施設でのエネルギーの面的利用を実現している。建設時には施工管理にマルチコプターを使用していることも特徴として挙げられる。
建物として、2017年度の第37回大阪都市景観建築賞奨励賞、2018年度の第59回BCS賞、2020年度の日本建築学会賞の作品賞を受賞した。

## 利用
2015年10月26日よりスタンド部の貸し出しを開始、2016年2月14日からグラウンドを含めた貸し出しが開始された。
G大阪は同年のJ1リーグ開幕から使用を開始、トップチームの主催全試合を本スタジアムで開催し、2016年のJ3リーグに参戦するU-23チームは主催15試合中9試合を開催する（残り6試合は2015年までのホームスタジアムであった万博記念競技場で開催）となっている。
使用1年目の2016年は、芝の状態を考慮する見地から、基本としてサッカーでの利用のみにとどめていた。2年目（2017年）以降は、芝の状態が安定していることを条件に、芝に影響の少ない催事を誘致している。同年10月9日（月曜日・体育の日）には、スタンドおよびピッチの一部を利用する格好で『おはようパーソナリティ道上洋三です』（ABCラジオ）の放送開始40周年記念公開生放送を実施した。その一方で、公共施設という一面も擁することから「地域交流の拠点」としての活用も想定している。

## 命名権
| 命名権による呼称        | 契約企業     | 契約料年額（万円） | 契約期間                    |
| ----------------------- | ------------ | ------------------ | --------------------------- |
| Panasonic Stadium Suita | パナソニック | 21,600（税込）     | 2018年1月1日-2022年12月31日 |
| Panasonic Stadium Suita | パナソニック | 20,000（税別）     | 2023年1月1日-2027年12月31日 |

### Panasonic Stadium Suita
施設を保有する吹田市では、2018年1月1日以降使用するスタジアムの愛称にかかる命名権者（ネーミングライツパートナー）を募集した。条件として「日本国内に本社・支社がある企業・公益法人を対象」「年間1億円以上の5年契約」「愛称および愛称の略称に『吹田』の文字を入れる（アルファベット・かな可）」などで2017年8月21日から9月28日の期間で募集したところ、門真市に本社を置き、G大阪の親会社でもある大手電機メーカーのパナソニックから唯一応募があり、同社が優先交渉権者に決まった。愛称は「Panasonic Stadium Suita」で、命名権付与期間は2018年1月1日から5年間、契約額は5年総額10億8,000万円（年額2億1,600万円・いずれも消費税込み）。吹田市ではこの英語表記のみを命名権に基づく愛称として「推奨する略称や日本語表記の設定はございません」としており、Jリーグでは日本語表記として「パナソニックスタジアム吹田」（パナソニックスタジアムすいた）、略称として「吹田S」（命名権導入前と同一）を使用することが発表されている。一部報道機関では「パナスタ」表記も見られていたが、2019年1月よりJリーグでも「パナスタ」表記を用いることとなった。
2022年12月には1回目の命名権期間終了に伴い契約更新が行われ、期間が2023年1月1日から2027年12月31日までの5年間に延長された。契約額は5年総額10億円（年額2億円・いずれも消費税及び地方消費税の合計額に相当する額を除く）。
なお、命名権採用後は、基本的に上記の名称を使うことになっているが、クリーンスタジアム規定が適用される国際サッカー連盟及びアジアサッカー連盟主催の国際試合・大会（AFCチャンピオンズリーグなど）では例外として正式名称を使用する。

## 主な開催大会

### 国内大会
- 2016年2月14日：こけら落としマッチ「Panasonic Cup」[49] - ガンバ大阪 vs 名古屋グランパス（観衆：35,271人）[3]
- 2017年1月1日：第96回天皇杯全日本サッカー選手権大会決勝[50] - 鹿島アントラーズ vs 川崎フロンターレ（観衆：34,166人）
- 2019年1月1日：皇后杯 JFA 第40回全日本女子サッカー選手権大会決勝[51] - 日テレ・ベレーザ vs INAC神戸レオネッサ（観衆：6,853人）[52]

### 国際大会
- FIFA（国際サッカー連盟）主管サッカー国際試合
  - 2016年12月11日・12月14日：FIFAクラブワールドカップ2016[53]
    - 12月11日 - 準々決勝・全北現代モータース vs クラブ・アメリカ / マメロディ・サンダウンズFC vs 鹿島アントラーズ（観衆：21,702人）
    - 12月14日 - 5位決定戦・全北現代モータースvsマメロディ・サンダウンズFC / 準決勝・アトレティコ・ナシオナル vs 鹿島アントラーズ（観衆：15,500人）

  - 2021年6月7日 : 2022 FIFAワールドカップ・アジア2次予選兼AFCアジアカップ2023・2次予選・日本代表 vs タジキスタン代表（観衆：無観客）[54]
  - 2021年6月15日 : 2022 FIFAワールドカップ・アジア2次予選兼2023 AFCアジアカップ予選・日本代表 vs キルギス代表（観衆：無観客）[55]
  - 2021年9月2日 : 2022 FIFAワールドカップ・アジア3次予選・日本代表 vs オマーン代表（観衆：4,853人）[56]
  - 2023年11月16日 : 2026 FIFAワールドカップ・アジア2次予選兼AFCアジアカップ2027・2次予選・日本代表 vs ミャンマー代表（観衆：34,484人）[57]
  - 2025年6月10日 : 2026 FIFAワールドカップ・アジア3次予選・日本代表 vs インドネシア代表（予定）[58]

- 日本代表強化試合
  - 2016年6月7日：キリンカップサッカー2016[59] - スタジアム初の国際Aマッチ。3位決定戦（ブルガリア代表 vs デンマーク代表）と決勝（日本代表 vs ボスニア・ヘルツェゴビナ代表）の2試合を開催（観衆：35,589人）[60]。
  - 2018年9月11日：キリンチャレンジカップ2018[61] - 日本代表 vs コスタリカ代表（観衆：33,891人）[62]
  - 2019年11月19日：キリンチャレンジカップ2019 - 日本代表 vs ベネズエラ代表（観衆：33,399人）[63]
  - 2022年6月14日：キリンカップサッカー2022 - 3位決定戦（チリ代表 vs ガーナ代表）と決勝（日本代表 vs チュニジア代表）の2試合を開催（観衆：31,292人）
  - 2023年6月20日 : キリンチャレンジカップ2023 - 日本代表 vs ペルー代表（観衆 : 35,001人）[64]

## コンサート等での使用
赤色の日程は開催予定であることを表す。
- 2022年10月15日・16日：藤井風 「Fujii Kaze "LOVE ALL SERVE ALL" STADIUM LIVE」（パナソニックスタジアム初の音楽ライブ。2日間で7万人が来場）[65]
- 2024年11月9・10日：SUPERPOP JAPAN

## アクセス

### 鉄道
- 大阪モノレール 万博記念公園駅から徒歩15分、または大阪モノレール彩都線 公園東口駅から徒歩12分[66]
  - 車椅子利用者は、階段のない公園東口駅からのアクセスが推奨されている。
  - 試合終了後はスタジアム出口が南北のみとなり、南側からは万博記念公園駅へ、北側からは公園東口駅へ誘導される[66]。
- JR京都線（東海道本線）茨木駅からレンタサイクル利用[66]。

JR京都線千里丘駅も徒歩圏内であり、実際にこれを試した人によると徒歩約15分。公式からはこのルートは一切触れられていない。

### バス
- JR京都線 茨木駅西口04番のりばから阪急バス・近鉄バス 100番（エキスポシティ線）「万博記念公園駅（エキスポシティ）」行きで「記念公園南口」下車、徒歩3分[66]、または近鉄バス「万博記念競技場」行き臨時バスで「万博記念競技場（日本庭園前）」下車、徒歩10分（G大阪ホームゲーム開催時のみ運行）[66]
  - 試合終了後は、万博記念競技場（日本庭園前）発の茨木駅行の臨時バスが運行される[66]。
  - 試合終了後のバスはスタジアム前発の阪急千里線 北千里駅行きもあったが、運行方法を改善する必要があるとされ休止になっている[68]。
  - 2016年6月15日の第10節・浦和戦から、試合終了後にスタジアム前発大阪駅（西口付近）経由難波駅 （御堂筋千日前通交差点付近）行きの直行バスが運行される（事前予約定員制・往路なし）[69]。

### 車
- 名神高速道路・近畿自動車道 吹田IC・中国自動車道 中国吹田ICそば、中央環状線沿い
  - 試合開催日は万博記念公園内の駐車場を使用する（完全予約制）[66]。
  - EXPOCITYの駐車場はスタジアム来場者による利用を抑制するため、試合開催日には「通常の6000円増し」となる特別料金が設定されており、試合開催中にEXPOCITY館内の端末で駐車券を処理することで加算額を免除する「駐車場ゼロシステム」を導入している[70]。

## ギャラリー

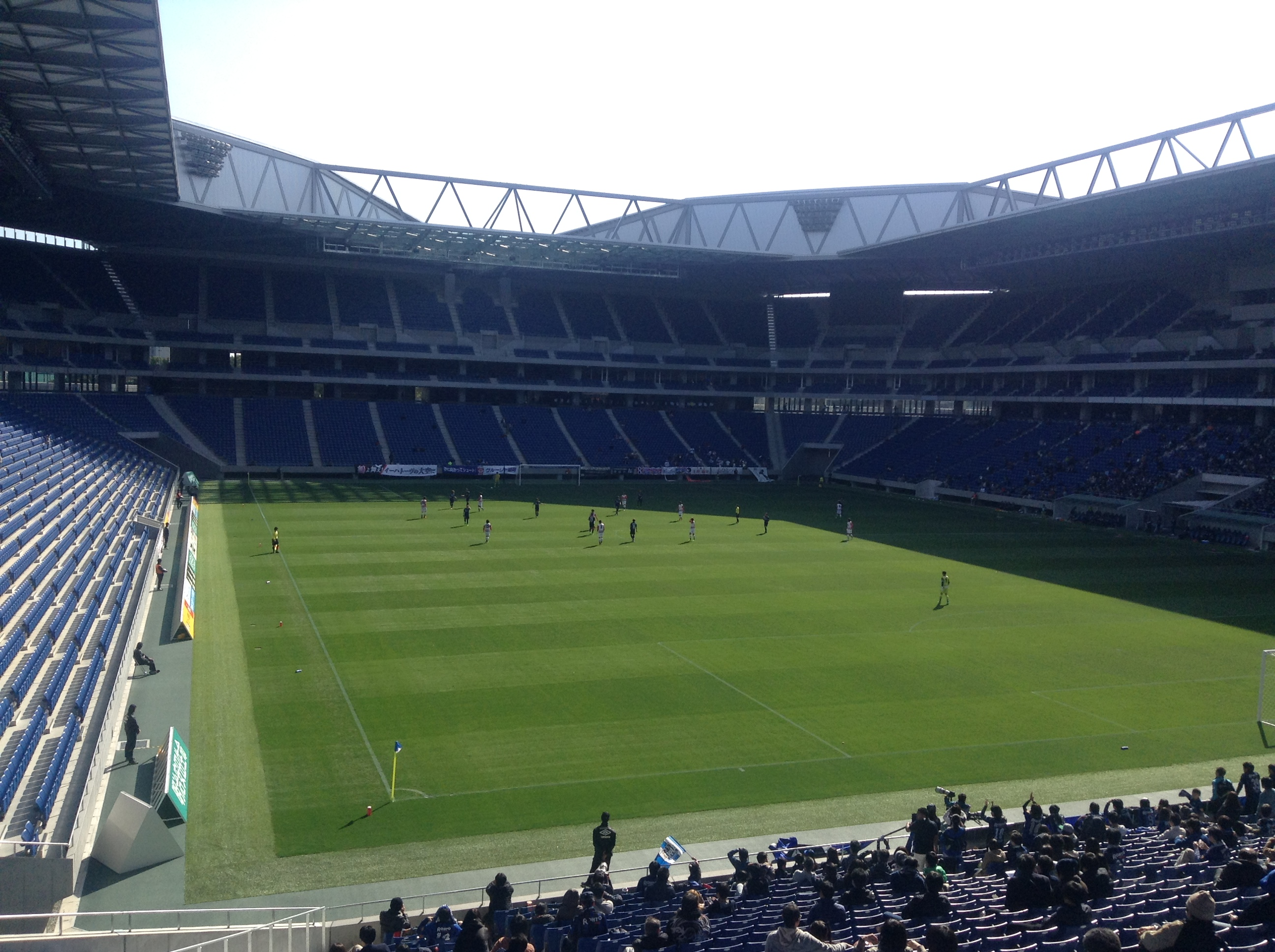
ホームゴール裏からのピッチ。
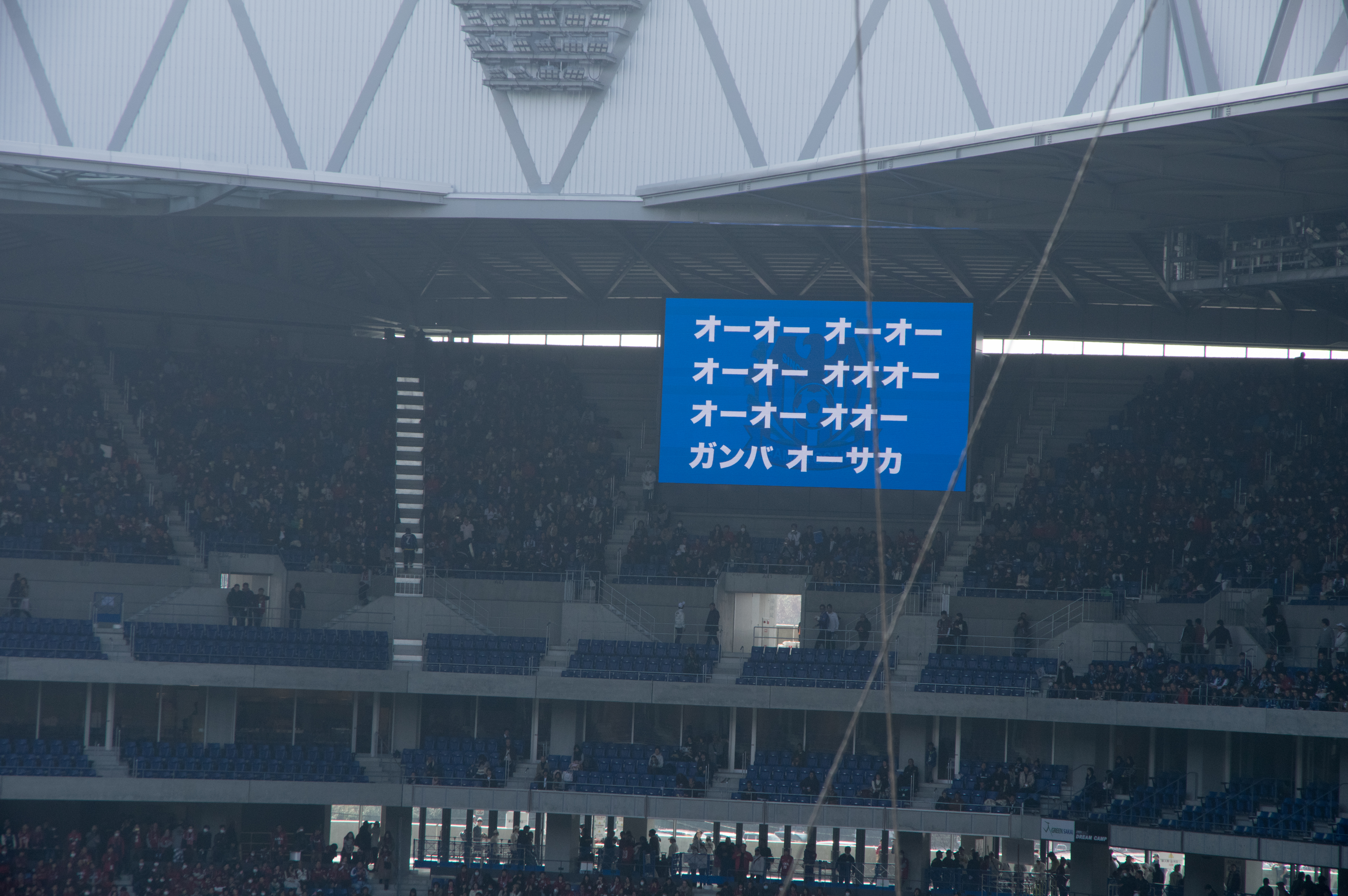
大型ビジョン
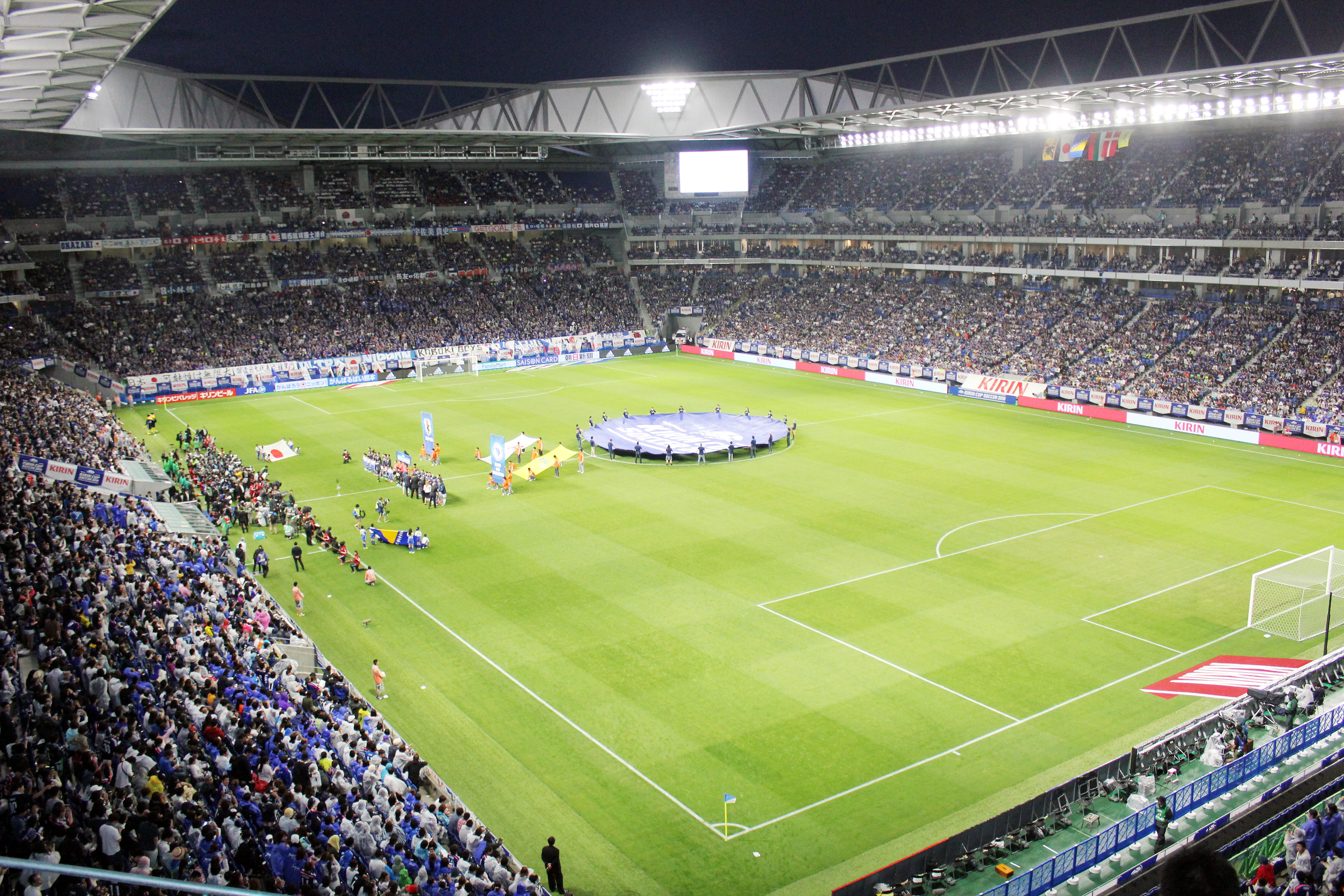
ナイトゲーム開催時

## スタジアム建設募金団体
上述のとおり、完成後のスタジアムを吹田市に寄付することでふるさと寄附金をはじめとする各種税制の優遇を受けられるようにするため、募金の募集と建設主体はガンバ大阪とは別の任意団体を設立して事業を行うことになった。
団体の理事は以下の通り。
- 代表理事・理事長 - 金森喜久男（ガンバ大阪前代表取締役社長）
- 理事
  - 下妻博（関西経済連合会前会長）
  - 森詳介（関西経済連合会会長）
  - 川淵三郎（日本サッカー協会最高顧問、初代Jリーグチェアマン）
  - 鬼武健二（大阪府サッカー協会会長、第3代Jリーグチェアマン）
  - 大東和美（Jリーグメディアプロモーション取締役会長、第4代Jリーグチェアマン）
  - 村井満（第5代Jリーグチェアマン）
  - 野呂輝久（ガンバ大阪代表取締役社長）
  - 山下好博（ガンバ大阪取締役）
  - 上野山信行（ガンバ大阪顧問）

スタジアム建設費用のうち、toto等の助成金を除く全額を「スタジアム建設募金団体への募金」により賄うこととし、（助成金を含めた）建設費の目標額を140億円に設定した。
一口あたりの募金額は任意としているが、5万円以上募金した場合にはスタジアム内に募金者（個人名、法人名、非営利サッカーチームまたは自治会名）を記したネームプレートを掲出することとしている。また、企業によるタイアップ企画による募金も受け付けていた。
2012年4月より募金活動を開始し2013年12月の起工式時点の募金額は113億円と伸び悩んでいた が、G大阪が2014年シーズンのトレブル（J1リーグ戦・ナビスコカップ・天皇杯）を達成した直後から募金額が急増、2014年12月21日の時点で不足額が6億5千万円にまで圧縮されており、4万人収容のスタジアムの本体建設（大型ビジョン、VIPルーム以外）に必要な金額のめどは立ったという。
2014年12月31日で個人による募金の受け付けを終了。2015年3月14日ですべての募金の受け付けを終了した。最終的な募金額が138億2728万8626円となったことを公表。目標額に約1億8000万円届かなかったものの、バックスタンド側のVIPルーム以外はほぼフルスペックでの建設を行うことが決定した。並行して国土交通省と環境省に助成金（国土交通省：住宅・建築物省CO2先導事業、環境省：自立・分散型低炭素エネルギー社会構築推進事業）を申請。2015年6月、申請していた助成金の受給が決定したことで総事業費は140億8566万5383円となり、目標額の140億に達し予定していたフルスペックでの建設が決定した。事業費の内訳は、法人からの寄付金が99億5018万6535円（721社）、個人からの寄付金が6億2215万2091円（3万4627人）、助成金が35億1332万6757円。

## その他
- 条例により、21時以降の太鼓等の鳴り物を使用した応援を禁止している。しかし2016年6月7日のキリンカップサッカー2016決勝戦において、19時30分試合開始のため、後半30分過ぎに21時を迎えたものの、21時以降もサポーターの太鼓の音が鳴り止まず、試合終了まで太鼓が続いた。キリンカップの観戦ルールにも21時以降の鳴り物応援禁止が明記されており[76]、サポーターのルール違反が問題視された[77]。これは吹田スタジアムだけでなく同じ大阪府内にあるヤンマースタジアム長居も同様に禁止されている[78]。

## 脚註

### 注記
1. ↑  イタリア語で「青の空間」の意。
2. ↑  イタリア語で「青の歴史」の意。
3. ↑  元G大阪MF嵜本晋輔がオーナーを務める「パティスリーブラザーズ」のオリジナルスイーツの売り上げの一部を募金、G大阪との提携クレジットカードである「ガンバ大阪VISAカード」（三井住友カード取り扱い）のワールドプレゼントからのポイント還元による募金など[73]。

## 参考資料
- 澤山大輔 (2016年1月25日). “圧倒的に素晴らしい市立吹田サッカースタジアムは、なぜ安価で建設できたのか？ キーマンに聞く 建築秘話”.   スポーツマーケティング・ナレッジ. 2016年1月25日閲覧。
- “「真のビッグクラブ」となるために ガンバ社長が語る新スタジアムの野望”.  サッカーマガジンZONE (2016年2月13日). 2016年2月13日閲覧。